# بيسي لي كووي
بيسي لي كووي (بالإنجليزية: Bessie Lee Cowie)‏ هي كاتِبة نيوزيلندية، ولدت في 10 يونيو 1860، وتوفيت في 18 أبريل 1950.